# Ambrosius Ehinger

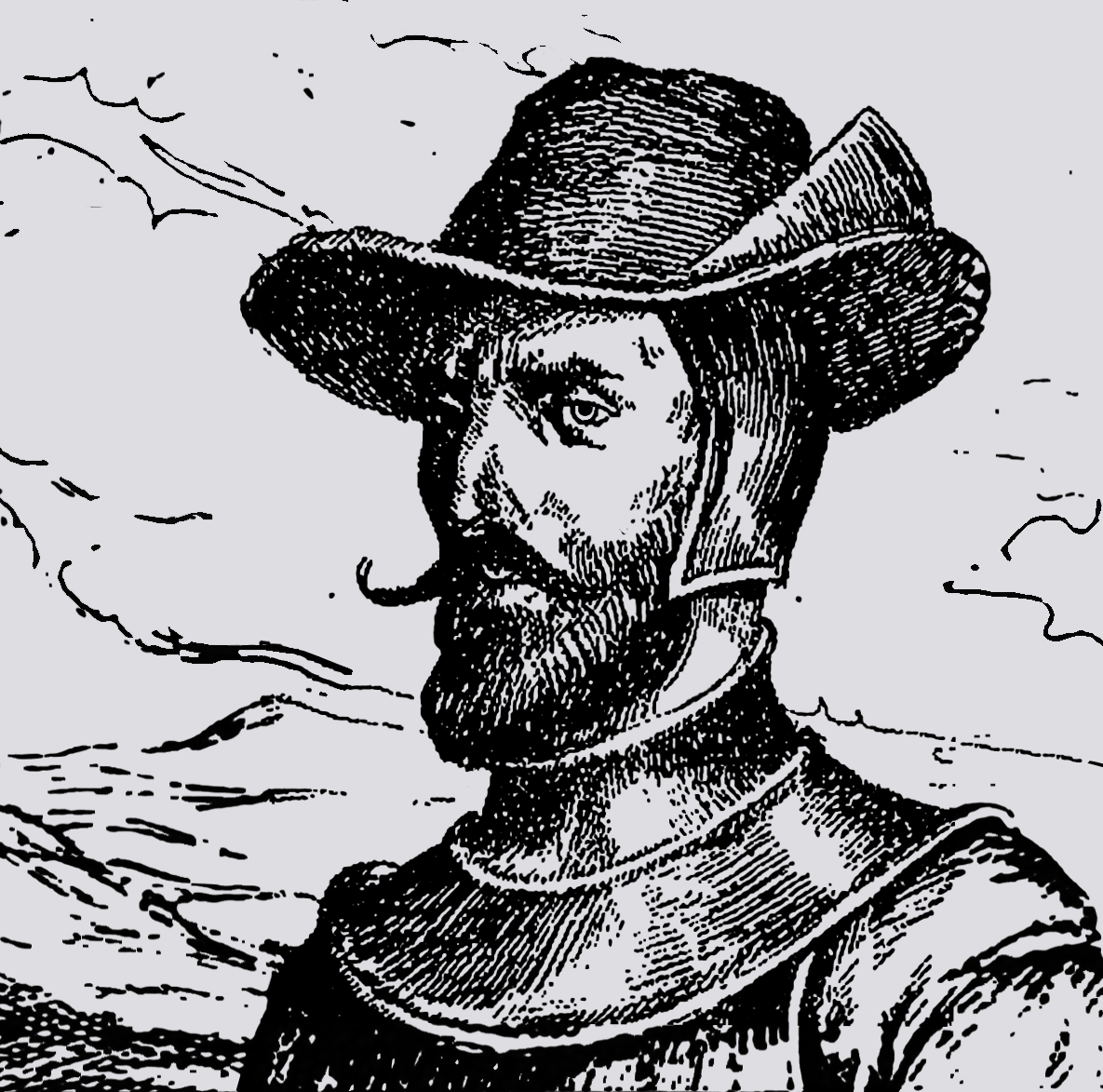
Ambrosius Ehinger

Ambrosius Ehinger (hiszp. Ambrosio Alfinger), Dalfinger, Thalfinger (ur. ok. 1500 r. w Thalfingen koło Ulm (Bawaria), zm. 31 maja 1533 r. w okolicach Chinacota w Kolumbii) – niemiecki badacz i podróżnik; jeden z pierwszych niemieckich kolonizatorów w Ameryce Południowej.
Jego dzieciństwo pozostaje nieznane. Ok. 1517 r. wraz z rodziną wyjechał do Hiszpanii, gdzie w Madrycie został zatrudniony u rodziny Welserów jako handlowiec. Po wielkich odkryciach geograficznych, popularna w Europie stała się przejęta od Indian legenda o “złotej krainie” – El Dorado; a wraz z jej rozpowszechnianiem rosła chęć jej odnalezienia. Z tego powodu rodzina Welserów równie chętna do zdobycia legendarnych skarbów wysłała w tym celu do Ameryki Ehingera. W 1528 roku Ehinger jako delegat augsburskiego domu handlowego Welserów wyruszył więc wraz z hiszpańskim żeglarzem Luisem Gonzalez de Leyra oraz 281 innymi kolonistami w podróż do Ameryki. W 1529 r. przybyli oni do Coro i założyli nową kolonię „Klein-Venedig” - "mała Wenecja"; której gubernatorem został Ehinger, a jego zastępcą de Leyra (później Nicolaus Federmann).

## Flota Ambrosiusa Ehingera dopływa doWenezueli
Już w sierpniu tego samego roku Ehinger wyruszył w swoją pierwszą ekspedycję badawczą w głąb kontynentu; dotarł do jeziora (dzisiejsze Jezioro Maracaibo), gdzie zawzięcie przeciwstawił się Indianom z plemienia Coquibacoa. Po zwycięskiej serii bardzo krwawych walk, 8 września doszło do porozumienia, podczas którego Ambrosius mianował ich osadę miastem Nowa Norymberga, a jezioro na cześć poległego wodza walecznych Indian nazwał jego imieniem (Maracaibo). Wkrótce potem, gdy Hiszpanie oficjalnie przejęli miasto, również nazwali je tak jak jezioro.
Kilka miesięcy później Ehinger zarażony malarią powrócił ze swojej wyprawy; całkowite dowodzenie tymczasowo oddał Federmannowi, a sam wrócił do Hiszpanii w celu wyleczenia się z ciężkiej choroby.
Po swoim powrocie do Ameryki, wraz ze 130-osobową pieszą armią, niezliczoną liczbą zaprzyjaźnionych Indian oraz 40-stoma końmi, 1 września 1531 roku wyruszył w swoją drugą wyprawę by odnaleźć El Dorado. Wyruszyli oni na zachód, przeszli góry Oca, dotarli do Valledupar, przeszli wzdłuż rzeki Cesar, aż dotarli wreszcie do bagien Zapatosa, gdzie przez 3 miesiące odpoczywali i regenerowali siły do dalszej wyprawy. Następnie wyruszyli dalej na południe, po drodze spotykając miejscową ludność. Wielu z towarzyszących Ehingerowi Indian zmarło z wyziębienia przechodząc przez góry.
Gdy po miesiącach niepowodzeń w poszukiwaniach El Dorado już skierowali się na drogę powrotną, zostali zaatakowani przez Indian Chitareros 27 maja 1533 r. Ehinger oraz kapitan Esteban Martin osaczeni zaczęli uciekać do głębokiego wąwozu, gdzie zostali dosłownie przygwożdżeni do ziemi przez nacierającą z góry chmurę indiańskich strzał. Ehinger został głęboko raniony w szyję, pech chciał, że strzała była zatruta.
Mimo troskliwej opieki, Ambrosius Ehinger zmarł 31 maja 1533 r., został pochowany na miejscu pod drzewem. Natomiast jego pozostali przy życiu towarzysze powrócili do Croco.